# درخت سایه

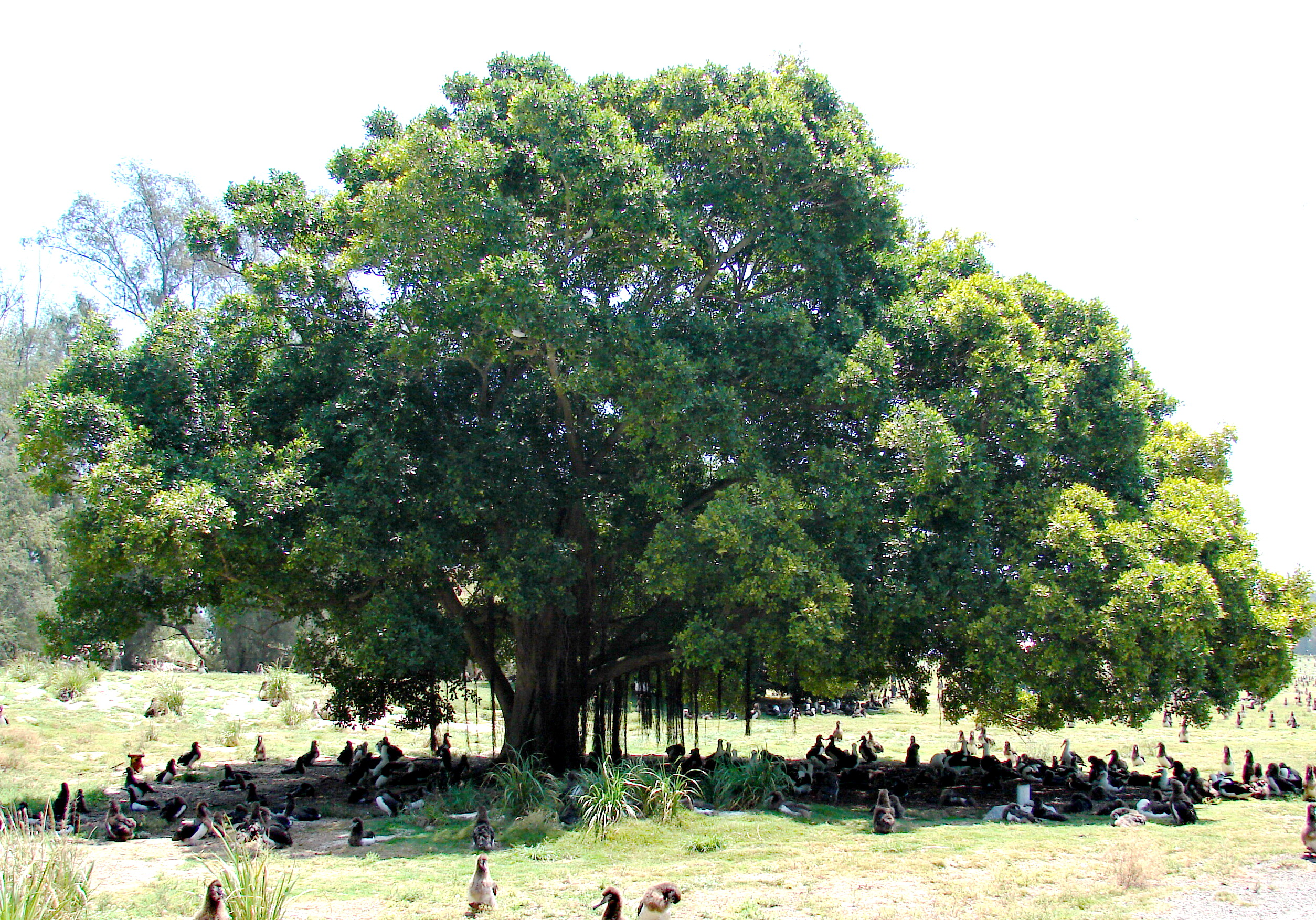
گروهی از آلباتروس‌های لایسان که زیر تاج‌پوش یک درخت انجیر، درختی که در بسیاری از نقاط جهان سایه‌انداز است، استراحت می‌کنند.

درخت سایه یا درخت سایه‌انداز یا درخت سایه‌دار (به انگلیسی: Shade tree) درخت بزرگی است که نقش اصلی آن ایجاد سایه در محیط پیرامون به دلیل تاج‌پوش و تاج گسترده‌ای است که می‌تواند در گرمای تابستان برای افرادی که به دنبال نیازهای تفریحی در پارک‌ها و خانه‌های شهری هستند، از نور خورشید در پناه آن باشند و در نتیجه، آنها را نیز در برابر اشعه‌های زیان‌بار فرابنفش خورشید و آفتاب‌سوختگی محافظت می‌کند؛ بنابراین، برخی از درختان سایه ممکن است به‌طور خاص برای آسایش یک جمعیت به دلیل داشتن سرپناه مناسب رشد کنند.

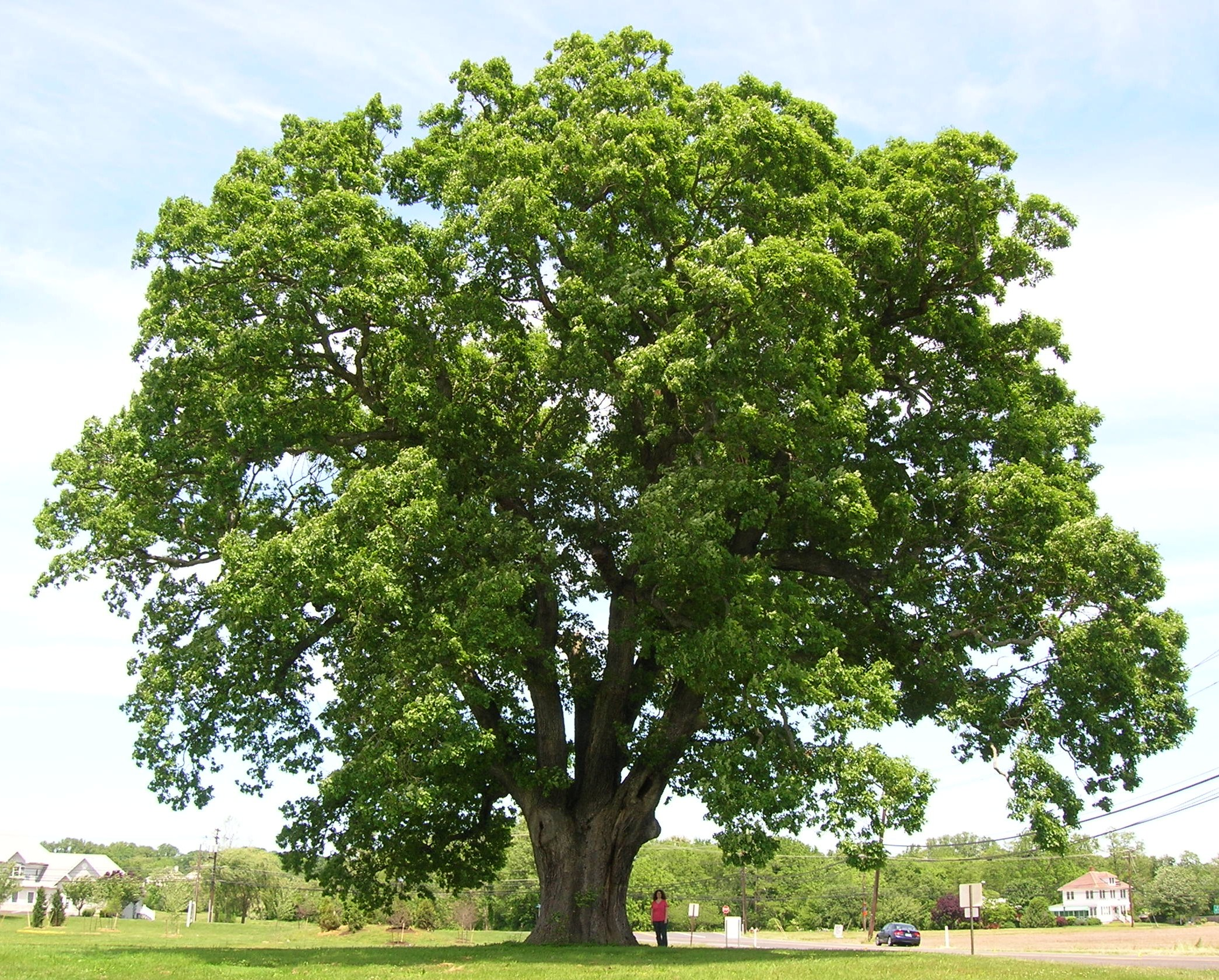
بلوط‌ها درختان سایه دوست‌داشتنی هستند.